# Orongia medialis
Orongia medialis là một loài nhện trong họ Orsolobidae.
Loài này thuộc chi Orongia. Orongia medialis được Raymond Robert Forster & Norman I. Platnick miêu tả năm 1985.